# Молдовіца (комуна)
Молдовіца (рум. Moldovița) — комуна у повіті Сучава в Румунії. До складу комуни входять такі села (дані про населення за 2002 рік):
- Арджел (1018 осіб)
- Демекуша (1018 осіб)
- Молдовіца (2225 осіб) — адміністративний центр комуни
- Рашка (760 осіб)

Комуна розташована на відстані 363 км на північ від Бухареста, 53 км на захід від Сучави.

## Населення
За даними перепису населення 2002 року у комуні проживала 5021 особа.
Національний склад населення комуни:
| Національність | Кількість осіб | Відсоток |
| -------------- | -------------- | -------- |
| румуни         | 4763           | 94,9%    |
| українці       | 209            | 4,2%     |
| німці          | 37             | 0,7%     |
| поляки         | 5              | 0,1%     |
| словаки        | 4              | 0,1%     |
| турки          | 1              | < 0,1%   |
| євреї          | 1              | < 0,1%   |

Внаслідок румунізації кардинально змінився національний склад комуни в порівнянні з 1930 роком (52,97% українців, 13,54% євреїв, 11,15% німців, 3,45% поляків, 1,27% росіян і 17,27% румунів).
Рідною мовою назвали:
| Мова       | Кількість осіб | Відсоток |
| ---------- | -------------- | -------- |
| румунська  | 4839           | 96,4%    |
| українська | 167            | 3,3%     |
| німецька   | 12             | 0,2%     |
| угорська   | 1              | < 0,1%   |

Склад населення комуни за віросповіданням:
| Релігія        | Кількість осіб | Відсоток |
| -------------- | -------------- | -------- |
| православні    | 4730           | 94,2%    |
| адвентисти     | 186            | 3,7%     |
| римо-католики  | 50             | 1,0%     |
| п'ятдесятники  | 28             | 0,6%     |
| греко-католики | 13             | 0,3%     |
| лютерани       | 4              | 0,1%     |
| реформати      | 2              | < 0,1%   |
| мусульмани     | 2              | < 0,1%   |
| атеїсти        | 1              | < 0,1%   |